# Arleen Augér
Arleen Augér (nom artístic de Joyce Arleen Augér, Long Beach, Califòrnia, 13 de setembre de 1939 - Barneveld, Leusden, Països Baixos, 10 de juny de 1993) fou una eminent soprano coloratura nord-americana.
Després dels seus primers estudis musicals al College de Long Beach es graduà a la Universitat de Califòrnia. Es destacà en una gira de concerts amb l'Orquestra Filharmònica de Los Angeles i l'any 1967 debutà a l'Òpera de Viena interpretant el paper de la Reina de la Nit de La flauta màgica, de Mozart, sota la direcció de Josef Krips. El seu aclamat debut en el Metropolitan Opera va ser com Marzelline en el Fidelio de Beethoven, sota la direcció de Karl Böhm. El 1985 debutà a Londres amb l'Alcina de Händel.
Considerada una de les millors sopranos de coloratura de la seva generació, contribuí al restabliment de les òperes de joventut de Mozart a les Setmanes Mozart de Salzburg sota la direcció de Leopold Hager. A part de les seves intervencions en teatres d'òpera d'Europa i de l'Amèrica del Nord, amb un extens repertori que abraçava des de Händel fins a Richard Strauss, protagonitzà diverses gravacions fonogràfiques.
Mestra d'excepcional talent i dedicació, Arleen Augér va procurar sempre temps per als seus joves pupils. Des de 1971 va ensenyar cant en la rebatejada Göthe Universität de Frankfurt del Main, Alemanya, una posició no molt convenient per a una artista d'origen americà, plaça on es va mantenir fins a 1977. Va ser molt important per a ella, dins de la seva agenda atapeïda, el temps que va dedicar a l'ensenyament i a donar classes magistrals.
Durant la seva il·lustre carrera, Arleen Augér va aparèixer en més de seixanta festivals d'Europa, Amèrica del Nord i Àsia. La seva devoció per la música sacra és llegendària en la història de la música mundial, atresorant incomptables actuacions, especialment al costat del seu col·lega i amiga, la directora Blanche Moyse al The New England Bach Festival de Vermont (Eugene, Oregon) dirigida per Helmuth Rilling i el toc místic que va aportar la seva presència en el Bethlehem Bach Festival de Pennsilvània en el qual va col·laborar amb el seu director Greg Funfgeld.
Arleen Augér va realitzar tretze gires mundials de concert, sent cotitzada com a solista per la puresa de la seva veu, essent considerada per molts com una "qualitat lluminosa" i la seva intel·ligència musical. Va treballar al costat de renom directors, entre ells: Claudio Abbado, Leonard Bernstein, Karl Böhm, Riccardo Chailly, Bernard Haiting, Christopher Hongwood, Lorin Maazel, Kurt Masur, Riccardo Muti, Seiji Ozawa, Trevor Pinnock, Simon Rattle, Helmuth Rilling, Georg Solti i Klaus Tennstedt; i va estrenar obres de compositors contemporanis com Alfred Heller, Richard Hundley, Ned Rorem, Libby Larsen i Judith Zaimont. Va ser acompanyada per pianistes de la talla de Dalton Baldwin, Steven Blier, Irwin Gage, Murray Perahia, Roger Vignoles i Brian Zeger.
Arleen Augér és, sense dubtes, una de les veus més reconegudes de tots els temps. La seva discografia sobrepassa els dos-cents enregistraments que testifiquen la seva genialitat artística. El seu extens currículum musical va des de la magistral interpretació de totes les cantates (amb part per a soprano) de Johann Sebastian Bach fins a les obres d'Arnold Schönberg.